# Acrolyta excisa
Acrolyta excisa là một loài tò vò trong họ Ichneumonidae.